# Uvala Makirina 1
Uvala Makirina 1 este o arie protejată (sit de importanță comunitară — SCI) din Croația întinsă pe o suprafață de 2,56 ha, integral pe uscat.

## Localizare
Centrul sitului Uvala Makirina 1 este situat la coordonatele 43°47′54″N 15°40′58″E / 43.798255°N 15.68264°E.

## Înființare
Situl Uvala Makirina 1 a fost declarat sit de importanță comunitară în iulie 2013 pentru a proteja un număr necunoscut de specii din flora spontană și fauna sălbatică aflate în arealul zonei.

## Biodiversitate
Situată în ecoregiunea mediteraneană, aria protejată conține 2 habitate naturale: Pășuni mediteraneene udate de apa mării (Juncetalia maritimi), Tufărișuri halofile mediteraneene și termo-atlantice (Sarcocornetea fruticosi).
La baza desemnării sitului se află un număr nedeclarat de specii protejate.
Pe lângă speciile protejate, pe teritoriul sitului au mai fost identificate 2 specii de plante.